# VIII. Gergely pápa
VIII. Gergely (Benevento, 1108 körül – Pisa, 1187. december 17.) uralkodói néven lépett Szent Péter örökébe a katolikus egyház történetének 173. pápája. Gergely mindössze egy hónap és huszonhét napos pontifikátusa csupán annyira volt elegendő, hogy a Szentföldről érkező hírekre reagáljon, és arra felhívja Európa figyelmét is. Egyéb jelentős esemény azonban nem köthető rövid uralkodásához.

## Élete és pályája
Eredetileg Alberto de Morra néven látta meg a napvilágot Beneventóban. A dél-itáliai város a pápák uralma alatt állt, így nem csoda, hogy a nemes családból származó Alberto közel került az egyházhoz. Szülei neveltetését is egyházi kereteken belül oldották meg. A kiváló oktatásban részesülő gyermek ifjú korában szerzetesi fogadalmat tett, azonban a források eltérő információkat adnak afelől, hogy ciszterci szerzetes lett, vagy a Monte Cassinoi bencés kolostor lakójává vált. Mindenesetre a szerzetesi élet után a világi papság soraiba állt, és 1155-ben IV. Adorján pápa bíboros-diakónusnak szentelte fel, majd 1158-ban a San Lorenzo in Lucina-templom címzetes bíborosa lett.

A pápai udvar elismert klerikusává vált, aki finom modorával, békés és szeretetreméltó természetével és becsületességével vívta ki tiszteletét a bíborosi kollégiumban. III. Sándor pápa ezen tulajdonságai miatt kancellárjává nevezte ki. Az egyházi krónikák szerint egyébként ő volt az utolsó, aki felvette a kancellári címet egészen X. Pius koráig. A források Alberto után már csak kancellár-helyettesekről szólnak. Ennek okát azonban pontosan nem lehet tudni.
Diplomáciai ügyekben is előszeretettel küldték az egyházfők, hiszen természete és okossága leggyakrabban elsimította a problémákat. 1161-1162-ben Dalmáciában és Magyarországon volt pápai legátus, 1163-ban Barbarossa Frigyes udvarában tartózkodott. 1165 és 1167 között újra Magyarországra látogatott, III. Sándor pápa legátusaként. Huzamosabb időt töltött Dalmáciában, és 1166 körül, miután Lombard Péter távozása után megürült a spliti érseki szék, a klerikusok megválasztották a város egyházának az élére. A város világi polgárai, akiknek joguk volt beleszólni a választásba, ellenezték ezt az új érsek kinevezését, így végül önként lemondott erről az egyházi méltóságáról.   Egyike volt annak a két bíborosnak, akik III. Sándor követeiként Angliába utaztak, és 1172-ben részt vettek az Avranches-ban megtartott tanácskozáson, amely felmentette II. Henrik, angol királyt Thomas Becket meggyilkolásának vádja alól. Ezen felül Alberto Portugáliába is ellátogatott, ahol az új államnak még mindig nemzetközi elismerésre volt szüksége a szomszédos Kasztília ellen. Ezért a pápa képviselőjeként Alberto koronázta meg II. Alfonzt az ország királyának.

## Életének utolsó két hónapja
1187-ben váratlanul meghalt III. Orbán pápa Ferrara városában. A bíborosok azonnal összegyűltek, és Ferrarában megválasztották Péter trónjának örökösét. A konklávé tisztában volt az egyház szorongatott helyzetével, hiszen Szicília és a Német-római Birodalom házasság révén szövetségesekké vált, a két hatalom között pedig a Pápai Állam jelentős fenyegetettségben van. Ezt csak fokozta Henrik herceg közeledő serege. A bíborosok tehát úgy vélték, ideje egy olyan egyházfőt megválasztani, aki békét tud teremteni a világi hatalmak és a Laterán között. 1187. október 21-én egyhangúlag választották meg Alberto bíborost, aki felszentelésekor felvette a VIII. Gergely uralkodói nevet.
Az új pápa azonnal felvette a kapcsolatot Barbarossa Frigyes udvarával, és méltányosabb tárgyalások fejében elérte, hogy a császár visszahívja gyermekét és seregét Itáliából. Gergely igyekezett megoldást találni a közelgő tárgyalásokra, de egy váratlan esemény végül megmutatta számára, hogy mit kell tennie. A Közel-Keletről érkező hírnökök rossz hírekkel szálltak partra Itáliában. Július 4-én Szaladdin szultán vezetésével elesett Hattín, Palesztina kulcsa. Nem sokkal később, október 3-án pedig Jeruzsálem is az iszlám hódítók kezére került. A pápa körlevélben értesítette a keresztény uralkodókat a történtekről. Az események egy emberként rázták meg a keresztény Európát.
Gergely a levélben felhívta az uralkodókat egy harmadik keresztes hadjárat indítására. Emellett a pápa kiadta Audita tremendi bulláját, amelyben keresztes háborúra hívta fel Európa minden lovagját. A harmadik keresztes hadjárat indulásához Gergely kibékítette a két ellenséges kikötővárost, Pisát és Genovát, majd Pisában elérte a keresztes hadak és hadi anyagok szállításának kedvezményét.
A hadjáratot azonban már nem élhette meg, ugyanis Pisában váratlanul meghalt december 17-én.

## Művei
- Documenta Catholica Omnia (latin nyelven). (Hozzáférés: 2011. december 6.)